# Sunny Day Real Estate

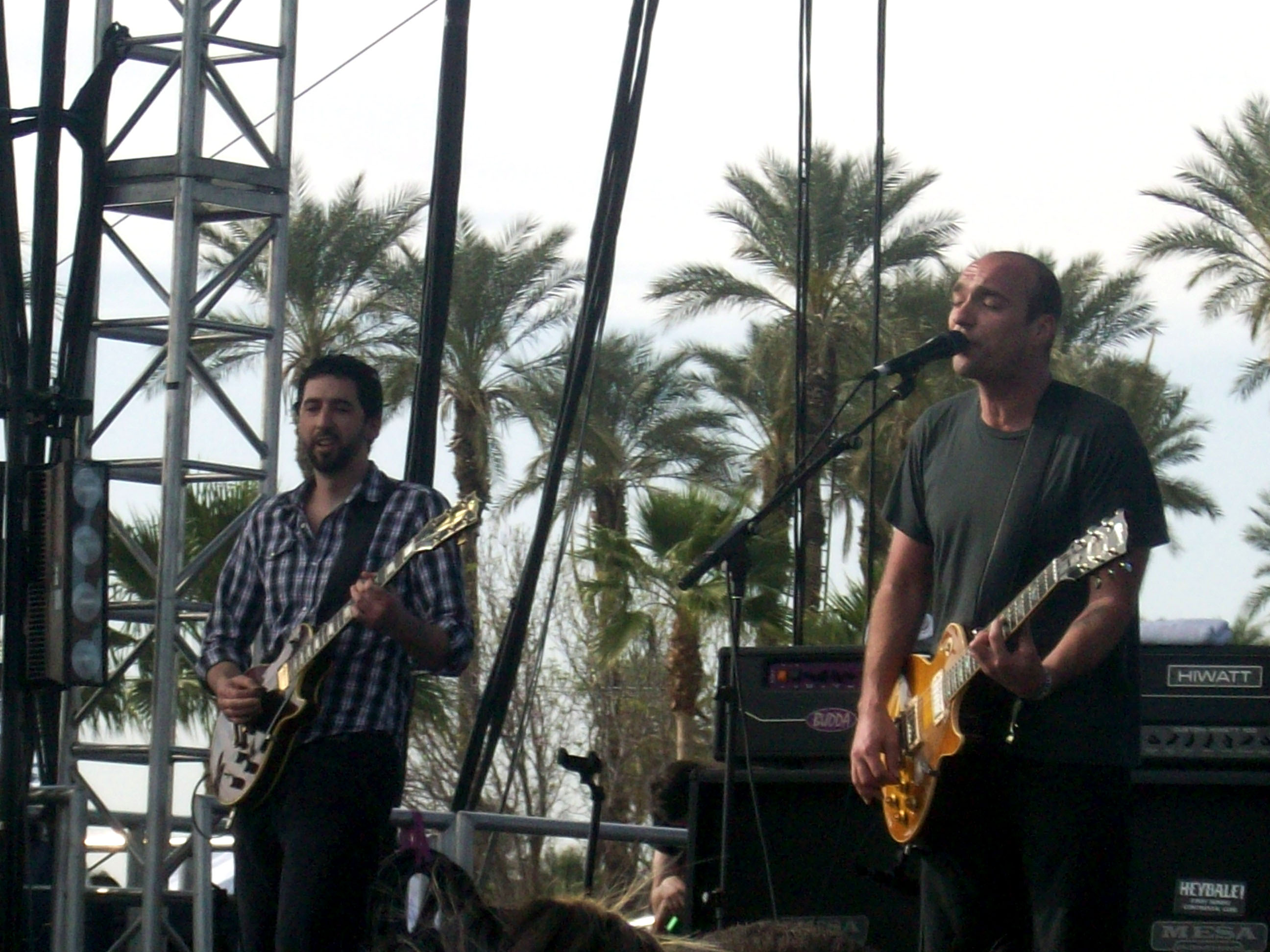
Sunny Day Real Estate 2010

Sunny Day Real Estate é uma banda de rock de Washington (Estados Unidos).

## História

### Primeiros Anos (1992-1993)
A banda Sunny Day Real Estate foi formada em 1992, começando com o nome Empty Set. Empty Set era formado por Dan Hoerner (guittara, vocal), Nate Mendel (baixo) e William Goldsmith (bateria).
Em 1992, Dan Hoerner e Nate Mendel moravam na mesma casa. Eles ensaiavam por horas, Dan cantando e tocando guitarra, e Nate no baixo. Uma noite em um clube, Dan ouviu uma banda com um baterista perfeito, chamado William Goldsmith. Dan convenceu Will à entrar na 'banda' e a banda começou com o nome Empty Set. O vocalista da banda na qual Will tocava foi Greg Williamson, que virou o empresário da banda.
Depois de fazer uma demo como Empty Set, eles descobriram que já havia uma banda com esse nome. Então mudaram para Chewbacca Kaboom, e fizeram outra demo, que, novamente, não fez sucesso algum. Então mudaram o nome de novo para One Day I Stopped Breathing.
Após várias mudanças, Goldsmith chamou seu amigo de colégio Jeremy Enigk para tocar junto com eles em um novo projeto, Thief, Steal Me a Peach, no qual Hoerner tocava baixo e Enigk tocava guitarra. Apesar das objeções de Mendel, Enigk tornou-se membro em tempo integral e, em pouco tempo, Enigk ascendeu para se tornar o vocalista da banda. O grupo trocou novamente de nome e fixou como Sunny Day Real Estate. Mendel afirmou que o nome da banda "foi apenas um pensamento aleatório que surgiu na minha cabeça, vindo de uma música do Talking Heads, (Nothing But) Flowers". Ele sentiu que, como a visão da banda sobre o mundo via que tudo o que era possível estava se tornando uma mercadoria a ser comprada e vendida, era possível que um dia as pessoas começassem a vender dias ensolarados. A letra o fez refletir sobre o que poderia ser vendido como imóvel e propor a comercialização de dias ensolarados.
Em maio de 1993, Sunny Day fez seu segundo show no Crocodile Café em Seattle, diante de uma pequena multidão, na qual estava presente o cofundador da Sub Pop, Jonathan Poneman. Ele saiu impressionado e determinado a contratar a banda para sua gravadora, o que acabou acontecendo em questão de semanas. “O que era tão emocionalmente envolvente na música era que elas eram tão lindas e evocativas”, diz ele. “Foi uma experiência fascinante.”
Poneman convocou o produtor Brad Wood (que trabalhou com Liz Phair e Smashing Pumpkins) para produzir o lançamento de estreia do Sunny Day na Sub Pop, que a banda gravou no Idful Studios em Chicago depois de encerrar sua primeira turnê norte-americana. 

### Diário, LP2 e separação (1994-1995)
O álbum de estreia da banda, Diary, lançado pelo selo independente Sub Pop em 10 de maio de 1994, foi recebido com inúmeras críticas positivas. Em setembro daquele ano, a banda tocou o single principal "Seven" em um episódio do The Jon Stewart Show. Poucos dias depois, eles gravaram diversas músicas para o programa 120 Minutes da MTV . Durante novembro e dezembro, a banda realizou uma turnê pelos Estados Unidos com as bandas Shudder to Think e Soul Coughing para divulgar o álbum. 

## Discografia

### Álbuns de estúdio
- Diary (1994)
- Sunny Day Real Estate (1995)
- How It Feels to Be Something On (1998)
- The Rising Tide (2000)

### Ao vivo
- Live (1999)

### EP
- In Circles (1994)

### Singles
- Flatland Spider (1993)
- Thief, Steal Me a Peach (1993)
- Friday (1994)
- How It Feels to Be Something On / Bucket of Chicken (1998)